# Modron
En la mitología celta galesa, Modron («Madre») es la «madre divina» (madre-tierra), hija de Avalloc, rey de Avalon y madre del héroe Mabon, cuyo nombre completo es Mabon ap Modron («Mabon, hijo de Modron»). Las características de madre e hijo pueden haberse derivado de personajes anteriores como la gala Dea Matrona o la diosa irlandesa Dana. Probablemente haya sido el prototipo de la hechicera Morgana de la leyenda artúrica.

## Origen
Modron, en la tradición galesa aparece como madre sobrenatural. Probablemente se deriva de la diosa celta Matrona, que fue adorada en la Galia. Del mismo modo, el hijo de Modron, Mabon ("juventud"), parece derivar del joven dios Maponos. Tanto Matrona como Maponos fueron adorados en el área alrededor de la muralla de Adriano, lo que puede explicar la prominencia de Modron y Mabon en la literatura conectado con el britónico Hen Ogledd ("Viejo Norte") de Gran Bretaña.
Algunas características de la historia de Modron, especialmente que su hijo Mabon fuese secuestrado al tercer día de su nacimiento, sugieren una conexión con Rhiannon en la primera rama del Mabinogion, cuyo hijo Pryderi fue secuestrado de manera similar. William John Gruffydd sugirió que Modron y Rhiannon fueron los mismos en su origen. John T. Koch sugiere que santa Madrun, hija de Vortimer, también se puede conectar, sobre la base de la similitud de nombres con algunos elementos de sus historias. Otros especialistas creen que los nombres Modron y Madrun tengan una etimología distinta. Madrun provendría del nombre Matrona en latín vulgar (también un nombre común  matrōna, "matrona", del latín clásico mātrōna), mientras que Modron ptovendría del teónimo galo-britónico *Mātronā "Madre (diosa)".

## Atestiguaciones
La primera referencia al nombre de Modron puede proceder del poema Pa Gur yv y Porthaur, en donde "Mabon am Mydron", un "servidor de Uther Pendragon", es uno de los guerreros del rey Arturo. Un "Mabon am Melld" o "Mabon fab Mellt" (Mabon hijo del Rayo) también aparece en Pa Gur y en otros lugares que aunque con un carácter diferente, también es posible que "Mellt" es el padre de Mabon (quizás relacionados con "Meldos", un epíteto del dios del rayo Loucetios).
La aparición más importante de Modron en la literatura galesa está en el cuento en prosa Culhwch y Olwen. El texto señala que Mabon fue secuestrado por fuerzas desconocidas cuando tenía sólo tres días de edad, y nadie lo había visto desde entonces. La recuperación de Mabon de sus misteriosos secuestradores es uno de los diversos desafíos a los que se enfrentó el rey Arturo y sus hombres en esta historia, y la aventura constituye una parte significativa del texto. Los hombres de Arturo localizaan a Mabon con la ayuda de varios antiguos sabios animales, y lo liberan en una batalla. Posteriormente, se une a Arturo y le ayuda en la caza del gran jabalí Twrch Trwyth. Modron está conectado con Euron en el poema Cad Goddeu (La Batalla de los Árboles), que la asocia con personajes conocidos de la Tercera rama de los Mabinogi. Euron puede ser un error ortográfico o fonético de Gwron. John T. Koch sugiere que el nombre, en última instancia, puede derivarse de una forma más antigua *Uironos, que significa "hombre divino, marido, héroe", dando a entender que es el cónyuge de Modron. El nombre de Modron (conectado con Mabon) también aparece en Englynion y Beddau (Estrofas de las Tumbas). Las tríadas galesas señalan a Afallach (también conocido como Avalloc) como su padre, un personaje evidentemente conectado con la isla de Avalon.
En la Tríada 70, Modron es la madre de los gemelos Owain y Morfudd tenidos con el rey Uriens. La tríada parece estar conectada con una versión más detallada que se encuentra en MS Peniarth 147 que describe el nacimiento de Owain y Morfudd de una mujer sin nombre. Aquí, Uriens investiga un misterioso vado en Denbighshire donde los perros ladran pero no se ve a nadie. Dirigiéndose allí, encuentra a una lavandera, que le cuenta que ha sido condenada a lavar en el vado hasta que conciba un hijo con "un cristiano", e invita a Uriens que vuelva al final del año para recibir al niño. Al regresar, Uriens encuentra a los gemelos Owain y Morfudd.